# Јединица (филм)
Јединица је српски документарни филм из 2006. године.

## Учесници
- Милорад Улемек Легија
- Звездан Јовановић
- Драган Васиљковић
- Франко Симатовић Френки
- Благоје Аџић
- Слободан Милошевић
- Јовица Станишић
- Милан Мартић
- Радован Стојичић Баџа
- Жељко Ражнатовић Аркан
- Милан Бабић
- Андрија Биорчевић, генерал ЈНА
- Ратко Младић
- Љубиша Савић Маузер
- Фикрет Абдић Бабо
- Манојло Миловановић
- Зоран Ђинђић
- Фрањо Туђман
- Алија Изетбеговић
- Рајо Божовић
- Радован Караџић
- Раде Марковић
- Александар Васиљевић, генерал Војске Југославије
- Мира Марковић
- Вук Драшковић
- Душан Спасојевић
- Војислав Коштуница
- Светлана Ражнатовић
- Ружица Ђинђић

За филм говоре: Драган Васиљковић (бивши командант Книнџи), Драго Ковачевић (бивши градоначелник Книна), Жути (бивши официр Арканове гарде), Владица Симоновић (вођа навијача Црвене звезде), Борислав Пелевић (бивши генерал Арканове гарде), Јоца (бивши припадник ЈСО), Манојло Миловановић (биши начелник штаба ВРС), Игор Гајић (бивши војник ВРС), Жељко Копања (власник Независних новина), Атиф Дудаковић (бивши командант 5. корпуса АРБиХ), Мирсад Седић (бивши начелник штаба 5. корпуса АРБиХ), Бећир Сировина (бивши шеф логистике 5. корпуса АРБиХ), Милан и Душан (избеглице из РСК), Остоја Барашин (бивши командант бригаде ВРС), Вук Драшковић (председник СПО), Чедомир Јовановић (бивши шеф посланичке групе ДОС-а), Зоран Живковић (бивши министар полиције СРЈ), Душан Михајловић (бивши министар полиције Србије), Горан Радосављевић Гури (бивши командант жандармерије), Јован Дуловић (новинар недељника Време), Слободан Вујичић (власник дискотеке Тврђава)